# جبل صبح
جبل صبح أو جبل ثافل الأكبر هو جبل شامخ يصل ارتفاعة 2000 قدم وهو يطل على بدر في منطقة المدينة المنورة. كان قديما أحد جبال قبيلة غفار
ومن بعدهم سكنته مزينة واليوم صبح.

## سكان جبل صبح أو جبل ثافل الأكبر
كان هذا الجبل من بلاد بني غفار من قبيلة كنانة وفي القرن الرابع الهجري كانت تسكنه مزينة واليوم تسكنه قبيلة بني صبح ولهذا تغير اسمه من جبل ثافل إلى جبل صبح.[2]